# Canberra International
Richard Luton Properties Canberra International byl profesionální tenisový turnaj žen kategorie Tier IV pořádaný v australském hlavním městě Canbeře. Konal se v letech 2001 až 2006 na otevřených dvorcích s tvrdým povrchem. Celková dotace činila 145 000 amerických dolarů. Turnaj představoval jeden z přípravných turnajů na první grandslam roku Australian Open.

## Přehled finále

### Dvouhra
| Rok  | vítězka                       | finalistka               | výsledek           |
| ---- | ----------------------------- | ------------------------ | ------------------ |
| 2001 | Justine Heninová              | Sandrine Testudová       | 6–2, 6–2           |
| 2002 | Anna Smašnovová               | Tamarine Tanasugarnová   | 7–5, 7–6(7–2)      |
| 2003 | Meghann Shaughnessyová        | Francesca Schiavoneová   | 6–1, 6–1           |
| 2004 | Paola Suárezová               | Silvia Farinaová Eliaová | 3–6, 6–4, 7–6(7–5) |
| 2005 | Ana Ivanovićová               | Melinda Czinková         | 7–5, 6–1           |
| 2006 | Anabel Medinaová Garriguesová | Cho Yoon-jeong           | 6–4, 0–6, 6–4      |

### Čtyřhra
| Rok  | vítězky                                 | finalistky                                     | výsledek      |
| ---- | --------------------------------------- | ---------------------------------------------- | ------------- |
| 2001 | Nicole Arendtová Ai Sugijamová          | Nannie de Villiersová Annabel Ellwoodová       | 6–4, 7–6(7–2) |
| 2002 | Nannie De Villiersová Irina Seljutinová | Samantha Reevesová Adriana Serraová Zanettiová | 6–2, 6–3      |
| 2003 | Tatiana Garbinová Émilie Loitová        | Dája Bedáňová Dinara Safinová                  | 6–3, 3–6, 6–4 |
| 2004 | Jelena Kostanićová Claudine Schaulová   | Caroline Dheninová Lisa McSheaová              | 6–4, 7–6(7–3) |
| 2005 | Tatiana Garbinová Tina Križanová        | Gabriela Navrátilová Michaela Paštiková        | 7–5, 1–6, 6–4 |
| 2006 | Marta Domachowská Roberta Vinciová      | Claire Curranová Līga Dekmeijereová            | 7–6(7–5), 6–3 |